# Coleophora hongorella
Coleophora hongorella é uma espécie de mariposa do gênero Coleophora pertencente à família Coleophoridae.